# Абраменко, Михаил Владимирович
Михаил Владимирович Абраменко (31 августа 1978, Дербент, Дагестанская АССР, РСФСР, СССР — 4 декабря 2022, Луганская область, Украина) — российский военнослужащий, участник российского вторжения в Украину. Герой Российской Федерации (2023, посмертно).

## Биография
Родился 31 августа 1978 года в Дербенте Дагестанской АССР. В 2001 году окончил Сызранское высшее военное авиационное училище лётчиков, после чего служил в Ленинградском военном округе. Участник контртеррористической операции на Северном Кавказе, миротворческой операции ООН в Чаде, военной операции в Сирии и вторжения России в Украину в 2022 году. Во время последней был командиром вертолёта Ка-52 и сделал более 600 военных вылетов. 4 декабря 2022 года над Луганской областью был подбит и погиб. 8 февраля 2023 года прошло прощание.

## Семья
Вдова Марина и две дочки проживают в Санкт-Петербурге.

## Награды
- Медаль Нестерова[2];
- Медаль ордена «За заслуги перед Отечеством» 2-й степени с мечами[2];
- медаль «За воинскую доблесть»;
- медаль «За отличие в военной службе»;
- Орден Мужества — награждён дважды[2];
- Герой Российской Федерации (11 марта 2023, посмертно).